# 仮装売買
仮装売買（かそうばいばい）とは、売買の意志が無いにもかかわらず、第三者を欺罔（ぎもう）する目的で売買をおこなうこと。
民法に規定されている通謀虚偽表示の具体例とされている。Wash trade（ウォッシュトレード）ともいわれる。
互いに示しあった仲間・関係者が、第三者を騙して不正な利益を得る目的で商品などを売買し、だまし遂（おお）せたと同時に反対売買で清算することで、当事者間での損益を最小におさえ不正な利得を確保する手法である。また証券市場や商品先物市場など、参加者に匿名性のある市場では同一人物が自己売買を繰り返すことがある。

## 証券・商品取引市場における仮装売買
公開市場では、出来高急増などの情報が収益獲得の期待を抱かせることから新規参加者を誘引する目的で意図的に売買高を操作したり、あるいは仲間内で売買のキャッチボール（循環売買）を繰り返すことで価格を操作する不正がおこなわれることがある。とりわけ匿名性の高い市場では、複数の参加者を装った同一人物がこれらの演出をおこなえる余地があり、規制の対象とされている。
証券取引所においては、同一人物による仮装売買は金融商品取引法159条で禁止されており、十年以下の懲役若しくは千万円以下の罰金または併科（同197条）、相場操縦により不正取得した収益は課徴金（174条）の対象となる。また、仲間内で価格や出来高を操作する目的でおこなう馴れ合い売買についても同159条で禁止されている（罰則・課徴金についても同上）。
商品取引所においては商品先物取引法116条で自己売買、馴れ合い売買が禁止されており、五年以下の懲役若しくは五百万円以下の罰金または併科（356条）、ただし課徴金制度は現在のところ無い。
国内での旧証取法違反（仮装売買）の例
- 協同飼料事件
- 東京時計製造事件
- 日本熱学工業事件
- 日本鍛工事件
- 藤田観光事件
- 日本ユニシス事件
- 昭和化学工業株事件
- ヒューネット株事件
- アイカ工業株事件
- 志村化工株事件
- 大阪証券取引所事件
- キャッツ事件
- 真柄建設事件
- 日信工業事件

## 所得隠し・脱税目的での仮装売買
企業や個人が税をまぬがれる目的でおこなう不正で、年間所得（利益）を隠す目的で子会社や親族などに不当に安い金額で物品・サービス・不動産等を売却し（あるいは不当に高い金額で買い取ることで）、意図的に損失を発生させ課税の対象を圧縮するもの。（脱税を参照）

## 保全命令回避のための仮装売買
仮差押や仮処分などの保全命令、あるいは差押を回避するために、示し合わせて対象物を売買することがある。おもに破産の恐れがある場合に、差押財産を隠す目的でペーパーカンパニーの株や架空サービスなどを不正に高く購入したり、不正な価格で会社資産を譲渡することで資産の隠匿をおこなう。また兄弟や親族に対しておこなうこともある。これらの売買契約は基本的に無効（民法424条1項）であり、譲受者が善意である場合を除き詐害行為取消権の対象となる。
またこれらの行為は強制執行を免れる目的でおこなわれる事から強制執行妨害罪（刑法96条の2）や、不動産の登記などに関わる場合は公正証書原本不実記載罪（同157条）に問われる蓋然性が高い。

## 循環取引
おもに企業の決算内容を粉飾する目的で、互いに示し合わせた仲間内で商品の転売やサービスの相互発注をおこない、架空の売上高を計上することがある。（循環取引を参照）